# Étai (marine)

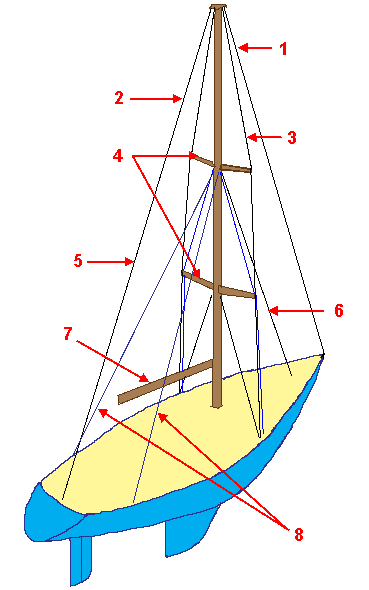
Schéma d'un gréement bermudien en tête

Pour les articles homonymes, voir Étai.
Sur un voilier, l'étai (1) (stay en anglais) est un câble servant à maintenir le mât longitudinalement vers l'avant. De même vers l'arrière, le pataras (2). Les haubans (3) et les galhaubans maintiennent le mât latéralement, légèrement vers l'arrière. Les barres de flèche (4) écartent les haubans du mât. Le pataras (5) et les bastaques (8), s'ils existent, se chargeant du maintien  sur l'arrière.
Sur certains voiliers, il existe également un bas-étai (6) éventuellement largable.
Sur un bateau comportant un seul mât, l'étai relie la proue du bateau (sa pointe avant) , soit à la tête du mât (voilier avec gréement en tête), soit à une hauteur intermédiaire  (gréement fractionné, gréement 7/8e, etc.).
La voile triangulaire est fixée sur le mât et sur la bôme (7).
L'étai fait partie du gréement dormant, ou manœuvres dormantes.